# 潘卡拉纳
潘卡拉纳（義大利語：Pancarana），是意大利帕维亚省的一个市镇。总面积6.16平方公里，人口331人，人口密度53.7人/平方公里（2009年）。国家统计（ISTAT）代码为018108。